# Liste der Kulturdenkmäler in Ober-Breidenbach
Die folgende Liste enthält die in der Denkmaltopographie ausgewiesenen Kulturdenkmäler auf dem Gebiet des Ortsteils Ober-Breidenbach der  Stadt Romrod, Vogelsbergkreis, Hessen.
Hinweis: Die Reihenfolge der Denkmäler in dieser Liste orientiert sich an der Anschrift, alternativ ist sie auch nach der Bezeichnung, der vom Landesamt für Denkmalpflege vergebenen Nummer oder der Bauzeit sortierbar.
Kulturdenkmäler werden fortlaufend im Denkmalverzeichnis des Landes Hessen durch das Landesamt für Denkmalpflege Hessen auf Basis des Hessischen Denkmalschutzgesetzes (HDSchG) geführt. Die Schutzwürdigkeit eines Kulturdenkmals hängt nicht von der Eintragung in das Denkmalverzeichnis des Landes Hessen oder der Veröffentlichung in der Denkmaltopographie ab.

Die bisher bekannten Bau- und Kunstdenkmäler hat das Landesamt für Denkmalpflege Hessen in sogenannten Arbeitslisten erfasst. Den Arbeitslisten liegen Erkenntnisse aus Akten, Ortsbegehungen und Denkmalinventaren, jedoch keine neuere systematische Forschung, zugrunde. Die Benehmensherstellung mit der Gemeinde gemäß § 11 Abs. 1 HDSchG ist noch nicht erfolgt.
Das Vorhandensein oder Fehlen eines Objekts in dieser Liste ist keine rechtsverbindliche Auskunft darüber, ob es Kulturdenkmal ist oder nicht: Diese Liste entspricht möglicherweise nicht dem aktuellen Stand der offiziellen Denkmaltopographie. Diese ist für Hessen in den entsprechenden Bänden der Denkmaltopographie Bundesrepublik Deutschland und im Internet unter DenkXweb – Kulturdenkmäler in Hessen einsehbar. Auch diese Quellen sind, obwohl sie durch das Landesamt für Denkmalpflege Hessen aktualisiert werden, nicht immer aktuell, da es im Denkmalbestand immer wieder Änderungen gibt.
Eine verbindliche Auskunft erteilt allein das Landesamt für Denkmalpflege Hessen.
Nutze diese Kartenansicht, um Koordinaten in der Liste zu setzen. In dieser Kartenansicht sind Kulturdenkmale ohne Koordinaten mit einem roten bzw. orangen Marker dargestellt und können in der Karte gesetzt werden. Kulturdenkmale ohne Bild sind mit einem blauen bzw. roten Marker gekennzeichnet, Kulturdenkmale mit Bild mit einem grünen bzw. orangen Marker.
| Bild            | Bezeichnung                            | Lage                                                                              | Beschreibung                                                                     | Bauzeit | Objekt-Nr. |
| --------------- | -------------------------------------- | --------------------------------------------------------------------------------- | -------------------------------------------------------------------------------- | ------- | ---------- |
| Bild gesucht BW | Gesamtanlage I                         | Lage                                                                              |                                                                                  |         | 813170 DDB |
| Bild gesucht BW | Gesamtanlage II                        | Lage                                                                              | Erbesgasse 4, Nieder-Breidenbacher Straße 11, Strebendorfer Straße 1, 3, 4, 5, 7 |         | 938841 DDB |
| Bild gesucht BW | Wasserwerk                             | Am Rodacker LageFlur: 8, Flurstück: 18                                            |                                                                                  |         | 813863 DDB |
| Bild gesucht BW | Ehemalige Bruchmühle                   | Bruchmühle, Mühlgraben, Über dem alten Teich LageFlur: 14, Flurstück: 107, 72, 73 |                                                                                  |         | 938842 DDB |
| Hintergasse 3   |                                        | Hintergasse 3 LageFlur: 1, Flurstück: 88                                          |                                                                                  |         | 938843 DDB |
| Bild gesucht BW |                                        | Kirchplatz 1 LageFlur: 1, Flurstück: 1/1                                          |                                                                                  |         | 938844 DDB |
| weitere Bilder  | Evangelische Kirche, Gefallenendenkmal | Kirchplatz 3 LageFlur: 1, Flurstück: 2/2                                          | Spätgotische Saalkirche.                                                         | 1699    | 813861 DDB |
| weitere Bilder  |                                        | Kirchplatz 5 LageFlur: 1, Flurstück: 5/2                                          |                                                                                  |         | 813144 DDB |
| Bild gesucht BW |                                        | Schötterweg 10 LageFlur: 1, Flurstück: 42                                         |                                                                                  |         | 938845 DDB |
| weitere Bilder  | Ehemalige Schule                       | Strebendorfer Straße 1 LageFlur: 1, Flurstück: 64/4                               |                                                                                  |         | 813860 DDB |
| Bild gesucht BW |                                        | Windhäuser Straße 1 LageFlur: 1, Flurstück: 48/2                                  |                                                                                  |         | 813859 DDB |
| Bild gesucht BW |                                        | Windhäuser Straße 3 LageFlur: 1, Flurstück: 20/1                                  |                                                                                  |         | 813180 DDB |
| Bild gesucht BW |                                        | Windhäuser Straße 6 LageFlur: 1, Flurstück: 45/2                                  |                                                                                  |         | 813922 DDB |
| Bild gesucht BW |                                        | Windhäuser Straße 9 LageFlur: 1, Flurstück: 24/4                                  |                                                                                  |         | 813142 DDB |
| weitere Bilder  |                                        | Windhäuser Straße 13 LageFlur: 1, Flurstück: 174/20                               |                                                                                  |         | 813143 DDB |